# Polizeiruf 110: Der Hinterhalt
Der Hinterhalt ist ein deutscher Kriminalfilm von Helmut Krätzig aus dem Jahr 1980. Der Fernsehfilm erschien als 68. Folge der Filmreihe Polizeiruf 110.

## Handlung
Nach zwei Jahren Haft wegen Einbruchs und schweren Diebstahls wird Heiner Bauer aus dem Gefängnis entlassen. Schon während der Haft hatte er auf eine Partneranzeige von Schaufensterdekorateurin Kerstin Mai geantwortet. Er gab vor, sich auf einem Auslandseinsatz zu befinden. Nun, nach seiner Haft, wollen sie sich zum ersten Mal treffen. Kerstin überquert mit dem Fahrrad unvorsichtig die Straße und wird prompt von dem Polizeiwagen angefahren, in dem Hauptmann Peter Fuchs sitzt. Er hat gerade den Trickbetrüger Frank Dietrich Kummernuss gefasst und wollte mit ihm auf die Wache. Nun kümmert er sich um Kerstin, die ihm unbedingt noch etwas Wichtiges sagen will. Sie bittet ihn im Krankenwagen, Heiner am Treffpunkt zu erwarten und ihm zu sagen, dass sie nicht kommen kann. Peter Fuchs übernimmt die Aufgabe und erkennt in Heiner einen „alten Bekannten“. Er hatte seinen Fall damals bearbeitet.
Beide Männer besuchen Kerstin gemeinsam im Krankenhaus. Kerstin fasst sofort Vertrauen zu Heiner und übergibt ihm ihre Wohnungsschlüssel. Er soll für sie einige Sachen aus der Wohnung holen. Sie bietet ihm auch an, in der Wohnung zu leben, solange sie im Krankenhaus ist. Er soll sich um ihre kleine Tochter Ute kümmern, die noch in den Kindergarten geht und derzeit bei Verwandten zu Besuch ist. Peter Fuchs sieht die Angelegenheit mit gemischten Gefühlen, vertraut Heiner aber. Der missbraucht das Vertrauen. Nach wenigen Tagen sieht er die Taschendiebin Ingelore Bludau wieder, die wie ihr Freund „Fettbacke“ Bogner Teil seines früheren kriminellen Lebens ist. Er verbringt mit ihr die Nacht und öffnet Peter Fuchs und Ute am nächsten Morgen verkatert die Tür. Ingelore ist noch bei ihm, reagiert auf Peter Fuchs arrogant und geht. Peter Fuchs ist enttäuscht und bittet Heiner, den Schlüssel zurückzugeben und Kerstin endlich die Wahrheit zu sagen. Heiner beichtet Kerstin, dass er mit einer anderen Frau in ihrer Wohnung war und gibt ihr den Schlüssel. Zu seiner Vergangenheit sagt er nichts, bricht jedoch weinend zusammen, als Kerstin ihm den Schlüssel wiedergibt, weil er ehrlich zu ihr war.
Peter Fuchs und sein Team suchen bereits seit längerer Zeit einen Dieb, der auf Beerdigungen den Trauergästen die Taschen stiehlt. Bei einer stark bewachten Beerdigung können sie zwar Bogner stellen, ihm jedoch nichts nachweisen. Sie ahnen zu spät, dass er mit mindestens einer weiteren Person zusammenarbeitet. Sie lassen Bogner laufen, und er und Ingelore entscheiden sich, ihre Kleindiebstähle aufzugeben. Sie wollen einen großen Coup landen, für den sie den Einbruchsspezialisten Heiner brauchen. Heiner lehnt eine Zusammenarbeit strikt ab. Bogner, der sich vor Kerstin als ein Verwandter Heiners ausgegeben hat, droht nun, Kerstin alles über Heiners Vergangenheit zu erzählen. Zudem hat er in Kerstins Wohnung wertvollen Schmuck mitgehen lassen, dessen Diebstahl er Heiner anhängen würde. Während Heiner von Bogner und Ingelore erpresst wird, berichtet Peter Fuchs Kerstin von Heiners Vergangenheit. Sie will sich spontan von Heiner trennen, überdenkt die Angelegenheit jedoch noch einmal. Heiner hat unter Druck bei der Vorbereitung des Coups mitgemacht. Bogner und Ingelore wollen eine Lederreinigung überfallen und wertvolle Pelze stehlen. Heiner zeichnet den Grundriss des Gebäudes mit Fluchtwegen und Fenstern. Er übergibt den Plan an Bogner, zieht sich jedoch aus dem Coup zurück. Bogner ist einverstanden und begeht den Einbruch zusammen mit Ingelore. Heiner wiederum hatte ein schlechtes Gewissen, hat den Laden jeden Abend beobachtet und schließlich rechtzeitig die Polizei gerufen. Bogner und Ingelore werden festgenommen. Kerstin hat erkannt, dass sich Heiner ändern will. Er versichert ihr, dass er keine weiteren Geheimnisse vor ihr hat, und beide werden ein Paar.

## Produktion
Der Hinterhalt wurde vom 3. Januar bis 28. Februar 1980 unter dem Arbeitstitel Heideweg 8 in Potsdam und Berlin gedreht. Die Kostüme des Films schuf Ursula Rumler, die Filmbauten stammen von Britta Bastian. Der Film hatte am 7. Dezember 1980 im 1. Programm des Fernsehens der DDR seine Premiere. Die Zuschauerbeteiligung lag bei 57,8 Prozent.
Es war die 68. Folge der Filmreihe Polizeiruf 110. Hauptmann Peter Fuchs ermittelte in seinem 42. Fall; Oberleutnant Jürgen Hübner hat einen Cameo-Auftritt. Es war der letzte Polizeiruf, der den Vorspann der 1970er-Jahre (unter anderem mit Alfred Rücker als Lutz Subras) besaß.
In den Szenen beim Hallenfußball (ca. 0:52:00h) ist im Hintergrund Andreas Thom, einer der besten Fußballer der DDR-Geschichte, als jugendlicher Statist zu erkennen. Auch der frühere BFC-Oberligaspieler Wolfgang Filohn ist Bestandteil dieser Polizeiruf-Folge.

## Auszeichnung
Der Hinterhalt wurde 1981 von der Sektion Fernsehkunst im II. Jahresleistungsvergleich der im Vorjahr im DDR-Fernsehen inszenierten Fernsehfilme und -spiele mit dem Prädikat „Besonders wertvoll“ ausgezeichnet.